# Ridderkerk

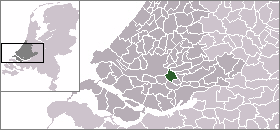
Ridderkerks läge

Ridderkerk är en kommun i provinsen Zuid-Holland i Nederländerna. Kommunens totala area är 25,10 km² (där 1,35 km² är vatten) och invånarantalet är på 45 528 invånare (2004). I kommunen finns förutom huvudorten Ridderkerk byarna Bolnes, Oostendam, Rijsoord och Slikkerveer.